# Speia (Grigoriopol)
Speia (in russo Спея)  è una villaggio della Moldavia controllato dalla autoproclamata repubblica di Transnistria. È compreso nel distretto di Grigoriopol.